# Явнов, Сергей Антонович
Сергей Антонович Явно́в (7 февраля 1937, Софиевка, Оренбургская область — 24 января 2016, Новосибирск) — водитель троллейбуса Кировского троллейбусного депо (1962—1993), Герой Социалистического Труда.

## Биография
Родился в крестьянской семье.
После смерти матери с 1951 по 1953 год воспитывался в детском доме, а с июля 1953 года работал в колхозе «Красное Знамя» (Оренбургская область).
В ноябре 1954 года переехал в Новосибирск, где работал на завод «Сибсельмаш» токарем-прессовщиком, а после окончания курсов в декабре 1962 года стал водителем троллейбуса Кировского троллейбусного депо. Участвовал в социалистическом соревновании по пробегу троллейбуса без капитального ремонта и перевыполнению плана перевозок пассажиров.
Указом Президиума Верховного Совета СССР от 14 августа 1986 года за досрочное выполнение одиннадцатой пятилетки Сергею Антоновичу Явнову присвоено звание Героя Социалистического Труда с вручением ордена Ленина и медали «Серп и Молот».
После изменения маршрутной сети с 1991 года работал водителем Ленинского троллейбусного депо, а в 1993 году вышел на пенсию. Много сделал для ветеранской организации Ленинского района.
Похоронен на Клещихинском кладбище.

## Награды
- Медаль «Серп и Молот»
- Два ордена Ленина;
- Орден Трудового Красного Знамени;
- Медаль «Ветеран труда»;
- Памятный знак «За труд на благо города» (Новосибирск, 2013)[1];
- другие медали и знаки.

Почётные звания:
- Заслуженный работник жилищно-коммунального хозяйства РСФСР (1985).